# Derek Hough
Derek Hough (Salt Lake City (Utah), 17 mei 1985) is een Amerikaanse danser, choreograaf, muzikant en acteur. Hij is sinds 2005 te zien als professionele danser in Dancing with the Stars.

## Jeugd
Hough groeide op in Salt Lake City en begon reeds op jeugdige leeftijd met ballroom- en latin-dansen. In 1998 verhuisde hij naar Londen, waar hij de Italia Conti Academy of Theatre Arts bezocht, en waar hij getraind werd door het wereldberoemde ballroomkoppel Corky en Shirley Ballas. Later verhuisde ook zijn jongere zuster Julianne naar Londen.

## Danscarrière
In 2002 werd Hough IDSF World Youth Latin Champion. Hij kwam uit voor Polen samen met zijn Poolse partner Aneta Piotrowska.
In 2006 stond Hough op het Londense West-End en toerde daar door Engeland in de musical Footloose, waarin hij de rol van Ren McCormack speelde. Daarvoor had hij al rollen gespeeld in de musicals Jesus Christ Superstar en Chitty Chitty Bang Bang.
In 2007 werd hij gevraagd als professionele danser voor het vijfde seizoen van de Amerikaanse versie van Dancing with the Stars. Zijn zus Julianne was al aan dat programma verbonden. Zijn partner in dat seizoen was actrice Jennie Garth, met wie hij de halve finale haalde. In seizoen 6 was hij gekoppeld aan actrice Shannon Elizabeth. In seizoen 7 won hij met actrice/model Brooke Burke. In seizoen 8 danste hij met rapper Lil' Kim, in seizoen 9 bereikte hij de halve finale met model Joanna Krupa. In het voorjaar van 2010 won Hough met partner Nicole Scherzinger het tiende seizoen van de dansshow. In het elfde seizoen won hij de danswedstrijd met partner Jennifer Grey.
Voor zijn choreografieën voor Dancing with the Stars kreeg Hough drie Creative Arts Primetime Emmy-nominaties.

## Muziek
Samen met zijn beste vriend en collega-danser Mark Ballas, de zoon van Corky, vormt Hough de band Ballas Hough Band. Hun debuutalbum 'BHB' verscheen op 10 maart 2009.
Hough was te zien in ettelijke videoclips, onder meer van Kate Voegele, Lil' Kim en Cheryl Cole.
- Bibliothèque nationale de France: cb16966098s (data)
- Gemeinsame Normdatei: 1282398288
- International Standard Name Identifier: 0000 0004 0708 3056
- Library of Congress Control Number: no2013113725
- MusicBrainz: 42109042-a5f4-4b86-9ec3-a0f3c13e3fd1
- Nederlandse Thesaurus van Auteursnamen: 383479967
- Virtual International Authority File: 305410728
- WorldCat: E39PBJmP8ywrmVWbwXqKc7VV4q